# Bupleurum subovatum
Bupleurum subovatum là một loài thực vật có hoa trong họ Hoa tán. Loài này được Link ex Spreng. mô tả khoa học đầu tiên năm 1818.